# Жуков, Владимир Александрович
Владимир Александрович Жуков (1922—1945, Берлин) — участник Великой Отечественной войны, командир 1-го танкового батальона 1-й гвардейской танковой бригады (8-го гвардейского механизированного корпуса, 1-й гвардейской танковой армии, 1-го Белорусского фронта), гвардии майор. Герой Советского Союза (1945).

## Биография
Родился 1 августа 1922 года в селе Васильево-Шамшево Кагальницкого района Ростовской области в семье крестьянина. Русский.
Окончил Кагальницкую среднюю школу № 1.
В 1940 году призван в ряды Красной Армии. Окончил Орловское бронетанковое училище. В боях Великой Отечественной войны с ноября 1941 года. Воевал на 1-м Белорусском фронте. Член ВКП(б)/КПСС с 1942 года.
В составе 1-й гвардейской танковой бригады участвовал в боях под Москвой, на Воронежском и Калининском фронтах, Курской дуге и в Харьковско-Богодуховской операции, на правобережной Украине в освобождении Житомирской, Винницкой, Тернопольской, Ивано-Франковской и Волынской областей, Сандомирском плацдарме, Висло-Одерской, Восточно-Померанской и Гдыньской операциях, а также в штурме Берлина.
Командир танкового батальона гвардии майор В. А. Жуков 15—19 января 1945 года в ходе Висло-Одерской операции с батальоном прошёл с боями более 250 километров, овладел рядом городов, успешно форсировал реки Пилица и Варта на территории Польши, нанёс противнику значительный урон.
Погиб 19 апреля 1945 года в бою за берлинские аэропорты Адлерсхоф и Темпельхоф. По одним данным — похоронен в Тиргартене (Берлин), по другим данным — похоронен в братской могиле в г. Либенау (Германия).
Его однополчане прислали матери письмо:

«Дорогая Дарья Даниловна! Вам пишут боевые друзья вашего сына, Владимира Александровича Жукова. С болью сообщаем о гибели вашего сына. Он отдал свою жизнь за свободу нашей Советской Родины».

## Награды
- Указом Президиума Верховного Совета СССР от 27 февраля 1945 года за образцовое выполнение боевых заданий командования в ходе Висло-Одерской операции и проявленные при этом мужество и героизм гвардии майору Владимиру Александровичу Жукову присвоено звание Героя Советского Союза.
- Награждён орденом Ленина, орденами Красного Знамени, Отечественной войны 1-й и 2-й степени, двумя орденами Красной Звезды.

## Память
- Именем Жукова названы улица и школа в селе Иваново-Шамшево, в которой находится музей, посвященный герою-земляку[2].
- Память о Герое увековечена в наименовании улиц в райцентре Кагальник Ростовской области и районном центре Иваничи на Волыни, который он освобождал.
- Мемориальная доска в память о Жукове установлена Российским военно-историческим обществом на здании Кагальницкой средней школы № 1, где он учился.
- В 2021 году Военному учебному центру при Донском государственном техническом университете присвоено звание имени Героя Советского Союза Жукова Владимира Александровича.